# Guzmania membranacea
Guzmania membranacea là một loài thực vật có hoa trong họ Bromeliaceae. Loài này được L.B.Sm. & Steyerm. mô tả khoa học đầu tiên năm 1967.